# Donald Duck Mini Pocket 5
Donald Duck Mini Pocket 5 is het vijfde deel van de serie Donald Duck Mini Pocket en is een uitgave van Sanoma Uitgevers. Het bevat 302 pagina's met 12 stripverhalen van gemiddeld 25 pagina's en werd in mei 2007 uitgebracht. Het scenario is geschreven door de Walt Disney Company, evenals de tekeningen.

## Lijst van stripverhalen
| Nr. | Verhaal                             | Hoofdpersonage       |
| --- | ----------------------------------- | -------------------- |
| 1   | Het Zwarte Klavertje                | Donald Duck          |
| 2   | De Verdedigingsvalken               | Oom Dagobert         |
| 3   | De Goede Getallen                   | Donald Duck          |
| 4   | Hotel Donald                        | Donald Duck          |
| 5   | De Stalen Spieren                   | Donald Duck          |
| 6   | Het Kostbare Sportaandenken         | Donald Duck          |
| 7   | De Diederik-vakantie                | Donald Duck          |
| 8   | De Rampzalige Perepek               | Donald Duck          |
| 9   | Uit Katriens Dagboek - Zwarte Peper | Donald en Guus Geluk |
| 10  | Bandenproblemen                     | Donald Duck          |
| 11  | De Zilversteen                      | Oom Dagobert         |
| 12  | Het Stadsduel                       | Donald en Guus Geluk |

Deel 1 · Deel 2 · Deel 3 · Deel 4 · Deel 5 · Deel 6 · Deel 7 · Deel 8 · Deel 9 · Deel 10 · Deel 11